# 内山町 (千葉市)
内山町（うちやまちょう）は千葉県千葉市花見川区の地名。郵便番号は262-0002。

## 地理
花見川区北東部に位置し、宇那谷町・み春野と隣接する。町の面積は約59haと決して狭小ではないが、かつては全体を宇那谷町が帯状に囲んでいた。町内は多くが農地となっており、小規模の工場や倉庫・資材置場が散在する。

## 世帯数と人口
2017年（平成29年）9月30日現在の世帯数と人口は以下の通りである。
| 町丁   | 世帯数  | 人口  |
| ------ | ------- | ----- |
| 内山町 | 259世帯 | 387人 |

## 小・中学校の学区
市立小・中学校に通う場合、学区は以下の通りとなる。
| 番地 | 小学校             | 中学校                   |
| ---- | ------------------ | ------------------------ |
| 全域 | 千葉市立横戸小学校 | 千葉市立こてはし台中学校 |

## 交通
- 国道16号 - 町域南端を通過する。

## 施設
- 第六神社
- 内山公会堂
- 内山町自治会館
- あすなろ道路 東日本事業所